# Joan Barceló i Cullerés
Joan Barceló i Cullerés (Menarguéns, Lérida, 1955 - Barcelona, 1980) fue un poeta y novelista español en lengua catalana. Se le considera un gran renovador de la novela juvenil por su aportación en ese subgénero literario. No obstante, hoy es un escritor olvidado, y la mayor parte de su obra está descatalogada.

## Reseña biográfica
Nació en la noche de la Castañada, la del 1 de noviembre, que dicen en otros sitios del Magosto aunque no coincida la fecha en todas partes.  Su abuelo materno también había nacido en una noche como esa, y los viejos del lugar decían que era cosa de brujería. 
En los años 70, se fue a vivir a Barcelona , y allí ejerció de profesor de catalán en un instituto de bachillerato. Trabajó en el Òmnium Cultural de Hospitalet de Llobregat, y llevó a cabo una gran producción de literatura infantil, rescatada póstumamente. 
Fruto de su viaje a los Estados Unidos en 1977 es la novela "Un drapaire a Nova York" ("Un trapero en Nueva York"), que presenta una visión crítica y divertida del mundo de los negocios y de la sociedad de consumo estadounidense. 
Le fue otorgado el Premio Vicent Andrés Estellés de poesía en 1979, año mismo en que la editorial Galera le publicó "Ojos de jineta" ("Ulls de gat mesquer"), su novela más famosa. Esta última obra sería traducida al castellano por Maria Antònia Oliver en 1983 . 
En 1980, publica la colección de poemas "Diables d'escuma" ("Diablos de espuma"), otra de sus obras más célebres. En ella se nota un importante influjo del poeta gallego Manuel Antonio, uno de los referentes más claros de Barceló. 
Ese mismo año le vino la muerte súbita: mientras se preparaba un té en casa, tuvo un paro cardíaco tal vez causado por los efectos de un atropello sufrido meses atrás. 

## Obras

### Novela
- "Ulls de gat mesquer" (1979) - La Galera (Col. "Els grumets de la galera"), Barcelona, 1979. Ilustraciones de Jordi Bulbena. 6ª edición, 1995.
  - Versión castellana: "Ojos de jineta". Traducción de Maria Antònia Oliver. Barcelona: La Galera (Col. "Los Grumetes de la Galera"), 1983 . 2ª edición, 1990.
- "Que comenci la festa ...." (1980)
- "El somni ha obert una porta" (1981)
- "Estimada gallina" (1981)
- "Trenta taronges" (1985)
- "Un drapaire a Nova York" (1986)
- "Diumenge a la tarda" (2000)

### Poesía
- "Diables d'escuma" (1980)
- "Pas de dansa" (1980)
- "Miracles i espectres" (1981)
- "Immortal mort que et mors" (1983)
- "Esbrinem les flors de la terra : poesía completa" (1998)

### Biografías
- "Folch i Torres, escriptor per a nois i noies" (1981)

### Teatro
- "Científicament s'ha demostrat" (1977)
- "Olor de cebes" (1984)